# Tsarítsino
Tsarítsino o Zarícino (en ruso: Царицыно) es una antigua hacienda, parque y museo que se encuentra en la parte suroeste de Moscú. Goza de fama por su rica historia y monumentos arquitectónicos, y se destaca por la belleza del lugar.

## Historia

Plano de la finca

Cuenta la historia que en los siglos XI-XIII ya vivieron en estas tierras los viatichi, descendientes de una de las tribus eslavas asentadas en lo que después sería suelo ruso. 
La primera mención por escrito sobre Tsarítsino aparece en los catastros del siglo XVI. Por aquel entonces, el poblado era propiedad de la zarina Irina, esposa del zar Teodoro I de Rusia y hermana de Borís Godunov, y se llamaba Bogorodskoe. En el siglo XVII el poblado Bogorodskoe pasa a ser la propiedad de los boyardos Streshnev, y después de los Golítsin.
Alrededor del palacio del boyardo, cuya casta constituía la nobleza rural de entonces, vasallos directos del zar, se desarrollaron actividades económicas importantes como la agricultura, la horticultura, la ganadería y la pesca. Bogorodskoe cobró celebridad por la pesquería en los estanques de agua dulce y los molinos para producir harina. En un período posterior los lugareños fomentaron la cría de caballos y la elaboración artesanal de cerveza. 
En 1712 Bogorodskoe llevó el nombre de «el Barro Negro» y Pedro I lo regaló a Sergio Kantemir, ex heredero del trono de Moldavia.
Por fin, en 1775 lo compró Catalina II de Rusia y desde entonces el poblado y sus cercanías se llamaron Zarskoe selo (el pueblo de zarina). Catalina II mandó levantar el palacio, encargando los planos al arquitecto ruso Vasili Bazhénov, miembro de las Academias de Artes de Roma, Bolonia, Florencia y Rusia. La obra debía simbolizar, por la mentalidad de la época, la victoria de Rusia sobre Turquía (1774). 
La zarina deseaba tener un palacio del estilo mauritano-gótico. Bazhénov utilizó al mismo tiempo las formas características de la arquitectura rusa antigua, interpretándolas con soltura casi genial. El artista conjugó su arquitectura sonora con el medio ambiente y la naturaleza. Los contemporáneos consideraban Zarícino como una verdadera maravilla. Todas las construcciones eran de piedra, ostentaban gran profusión de elementos refinadamente tallados.
Ya iba a terminarse la construcción del conjunto cuando llegaron para examinarla Catalina II y el príncipe Grigori Alexandrovich Potemkin, favorito de la soberana. El palacio no gustó en absoluto a la emperatriz, que mandó destruirlo.

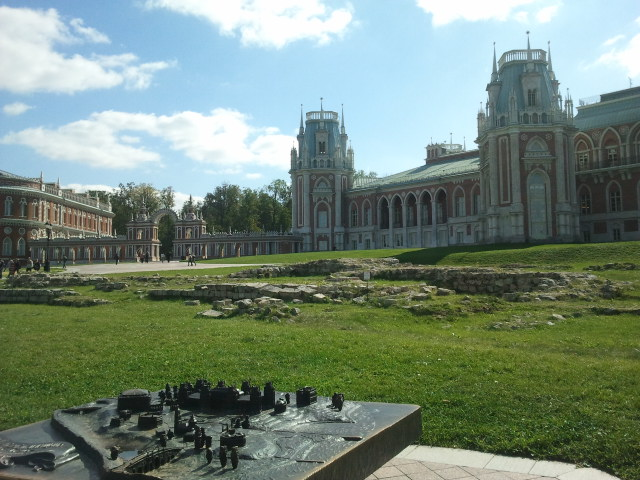
Maqueta metálica, ruinas y palacio de Tsarítsino

Todavía hoy en día, los arquitectos y críticos de arte no pueden explicar el deseo irracional de Catalina II. Los historiadores estiman que Bazhénov cayó en desgracia debido a su amistad con los francmasones que rodeaban a Pablo, heredero de la corona.
En 1786 se edificó un nuevo palacio, encargando los planos al arquitecto Matvéi Kazakov. La construcción duró hasta 1793 y se quedó sin finalizar por las dificultades económicas que había provocado la segunda guerra con Turquía (1787-1792).
Desde entonces, las construcciones de Tsarítsino han quedado incompletas, deterioradas seriamente por tiempo. El parque, con el tiempo, llegó a ser un lugar predilecto de paseo para los moscovitas, que se sentían atraídos por el romanticismo algo misterioso y romántico de ese lugar, adornado por numerosos pabellones y hermosas ruinas, tanto verdaderas como construidas con tal fin.
En 1918, la finca Tsarítsino se puso bajo protección del Estado y en 1927 se inauguró el museo.

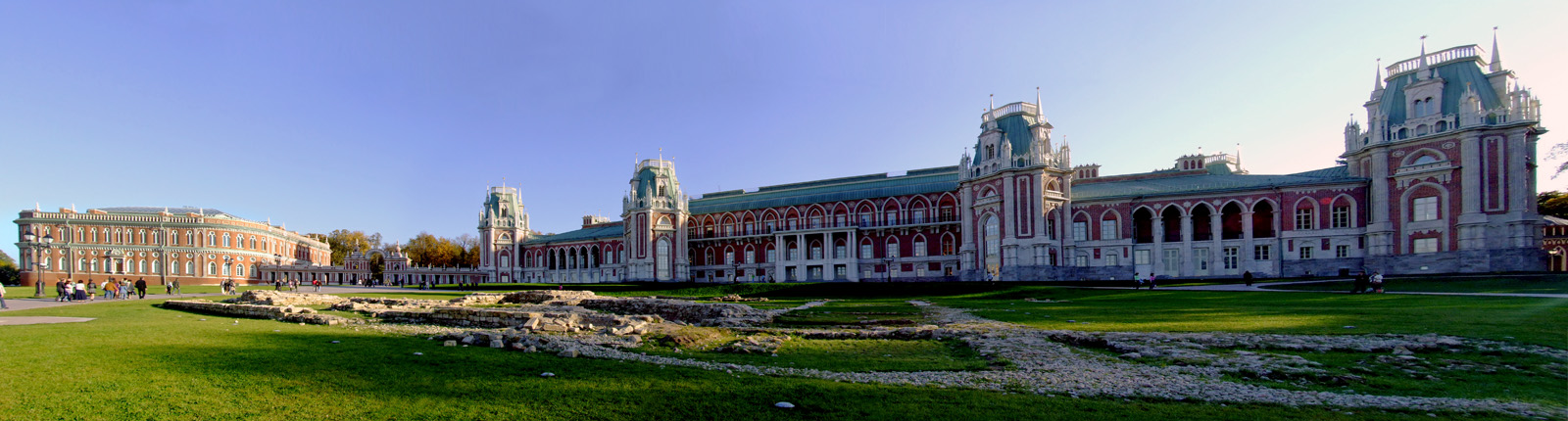
Tsarítsino.

## Galería fotográfica

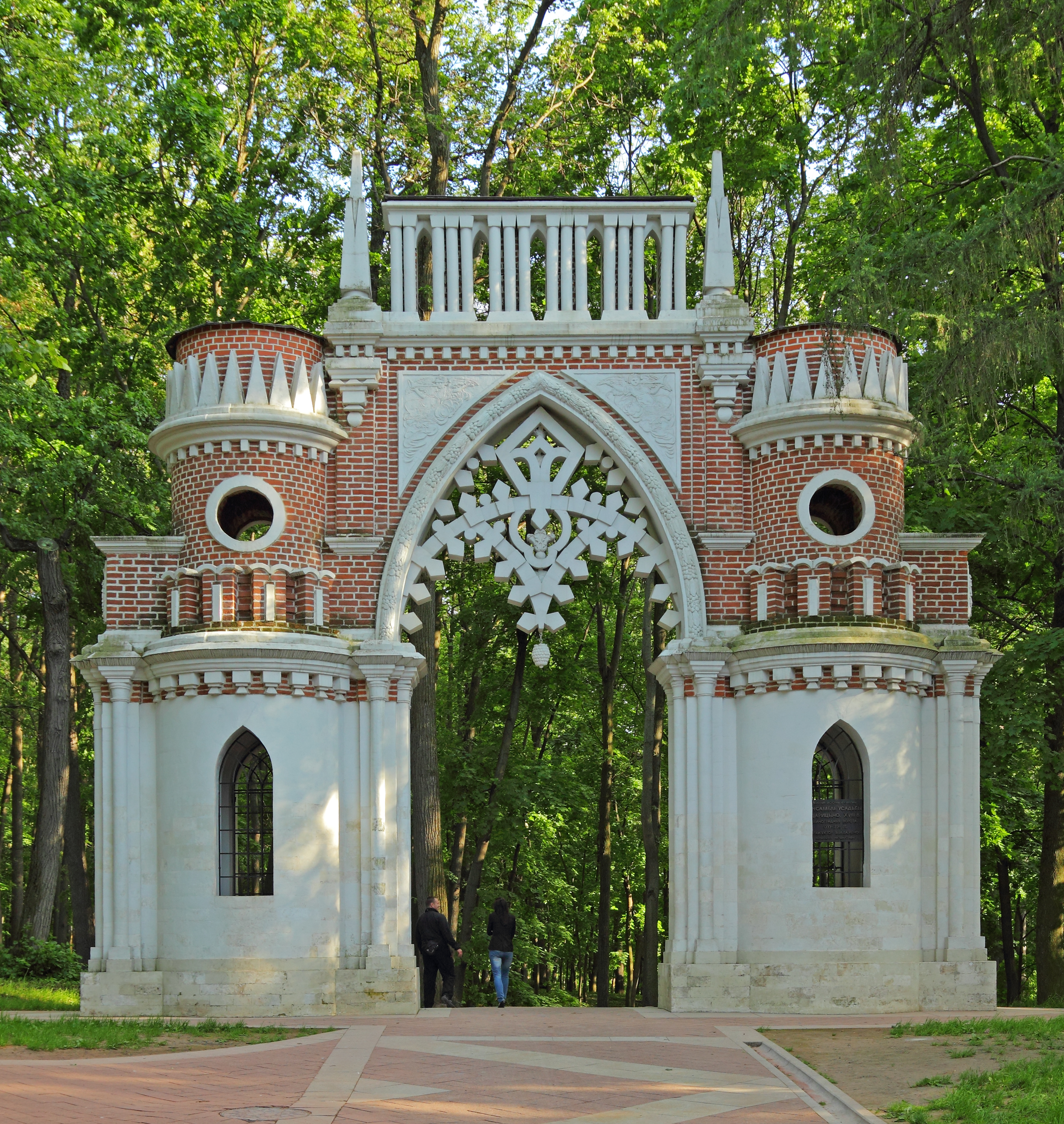
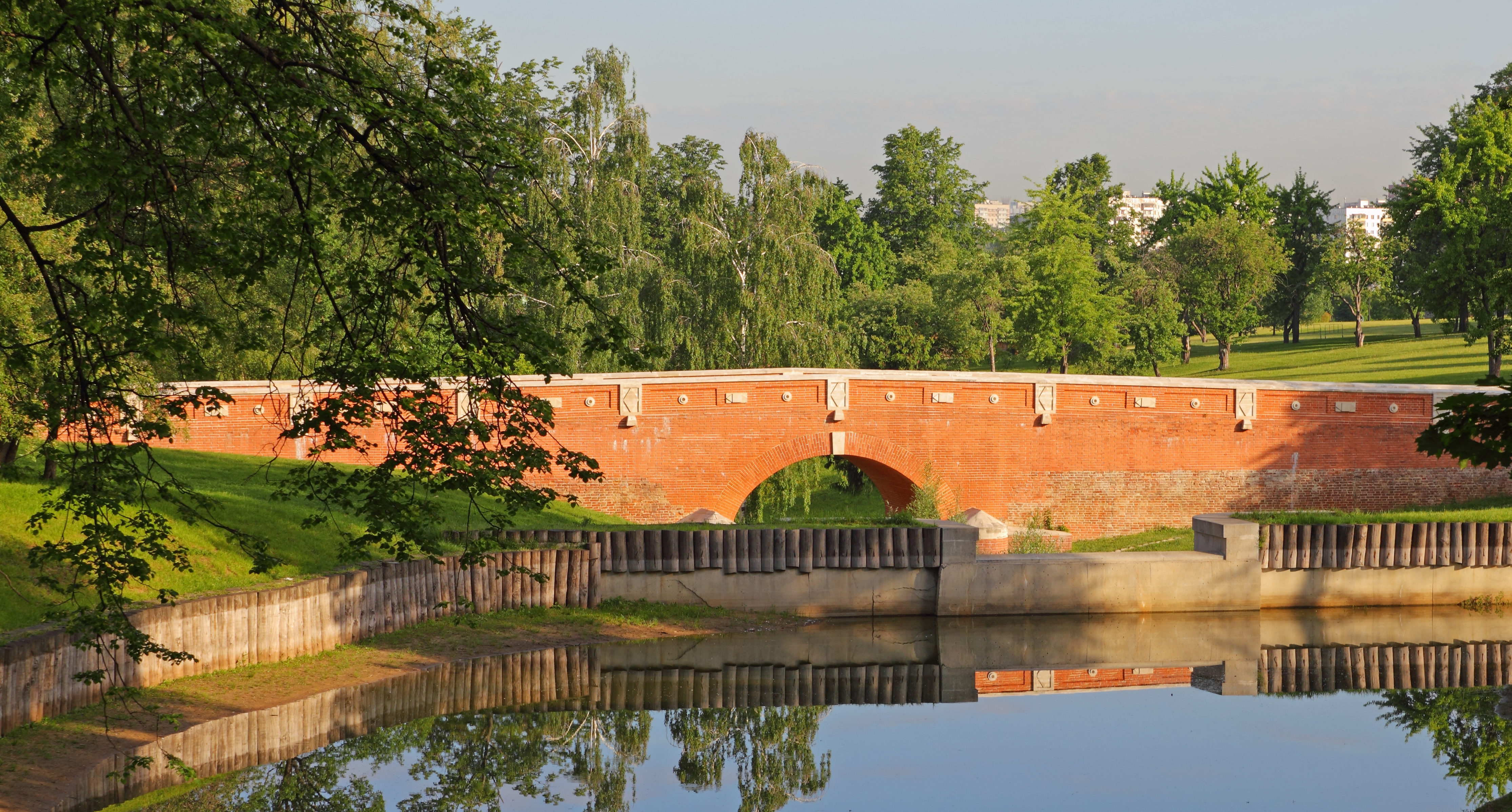
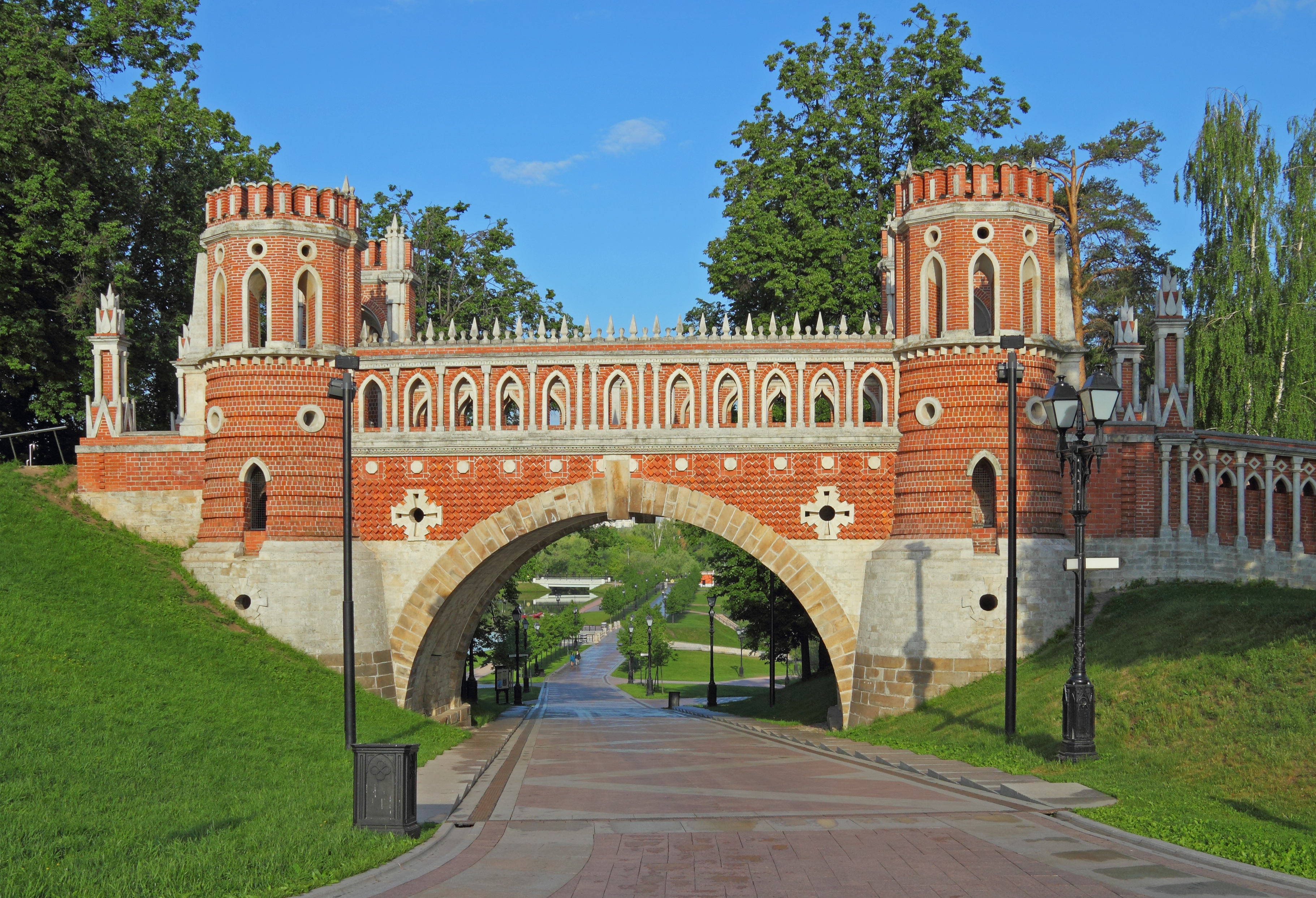
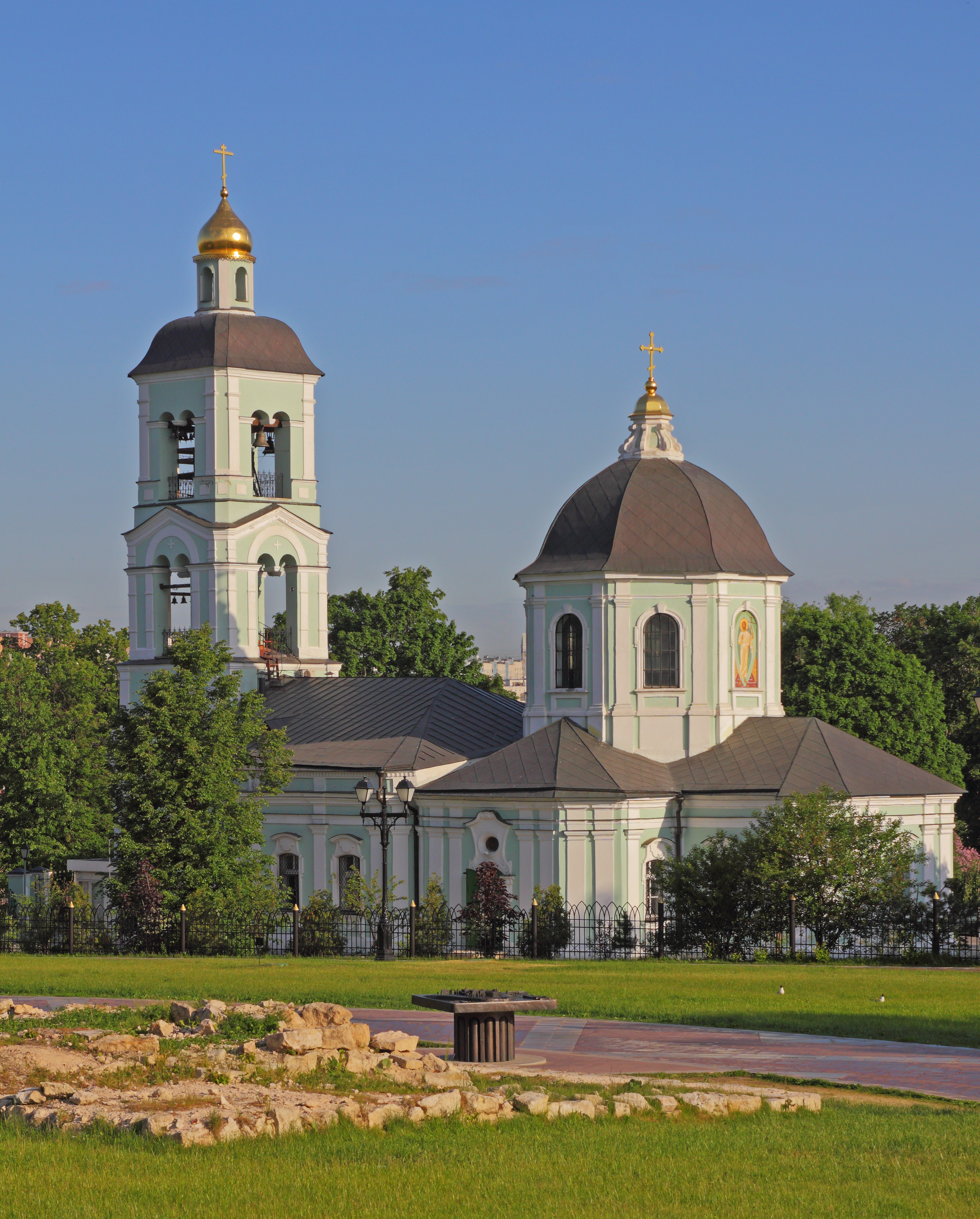

## Enlaces externos

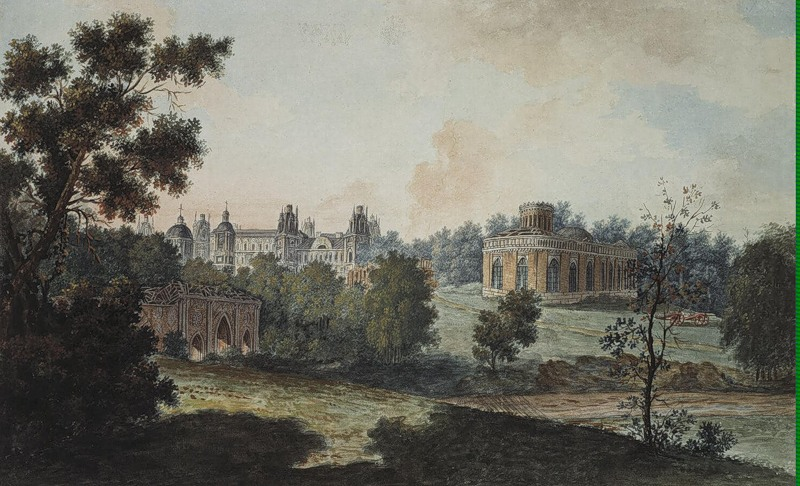
Tsaritsino (1800).